# Bhutan op de Olympische Zomerspelen 2024
Bhutan nam deel aan de Olympische Zomerspelen 2024 in Parijs.

## Aantal Deelnemers
Hieronder volgt een overzicht van de atleten die zich kwalificeerden voor de Olympische Zomerspelen van 2024.
| Sport        | Mannen | Vrouwen | Totaal |
| ------------ | ------ | ------- | ------ |
| Atletiek     | 0      | 1       | 1      |
| Boogschieten | 1      | 0       | 1      |
| Zwemmen      | 1      | 0       | 1      |
| Totaal       | 2      | 1       | 3      |

## Deelnemers en resultaten

### Atletiek

#### Loopnummers
Vrouwen
| atlete        | onderdeel | series | series | herkansingen | herkansingen | halve finale | halve finale | finale  | finale |
| atlete        | onderdeel | tijd   | rang   | tijd         | rang         | tijd         | rang         | tijd    | rang   |
| ------------- | --------- | ------ | ------ | ------------ | ------------ | ------------ | ------------ | ------- | ------ |
| Kinzang Lhamo | marathon  | n.v.t. | n.v.t. | n.v.t.       | n.v.t.       | n.v.t.       | n.v.t.       | 3.52.59 | 80     |

### Boogschieten
Mannen
| atleet    | onderdeel   | plaatsingsronde | plaatsingsronde | eerste ronde         | tweede ronde         | derde ronde          | kwartfinale          | halve finale         | finale / BM          | finale / BM    |
| atleet    | onderdeel   | score           | rang            | tegenstander uitslag | tegenstander uitslag | tegenstander uitslag | tegenstander uitslag | tegenstander uitslag | tegenstander uitslag | rang           |
| --------- | ----------- | --------------- | --------------- | -------------------- | -------------------- | -------------------- | -------------------- | -------------------- | -------------------- | -------------- |
| Lam Dorji | individueel | 663             | 28              | Paoli V 3 - 7        | niet geplaatst       | niet geplaatst       | niet geplaatst       | niet geplaatst       | niet geplaatst       | niet geplaatst |

### Zwemmen
Mannen
| atleet        | onderdeel        | series | series | halve finale   | halve finale   | finale         | finale         |
| atleet        | onderdeel        | tijd   | rang   | tijd           | rang           | tijd           | rang           |
| ------------- | ---------------- | ------ | ------ | -------------- | -------------- | -------------- | -------------- |
| Sangay Tenzin | 100 m vrije slag | 56,08  | 74     | niet geplaatst | niet geplaatst | niet geplaatst | niet geplaatst |